# Bortkuszki
Bortkuszki (lit. Bartkuškis) – wieś na Litwie położona w rejonie szyrwinckim okręgu wileńskiego, 11 km na południe od Szyrwint.

## Historia

### Własność

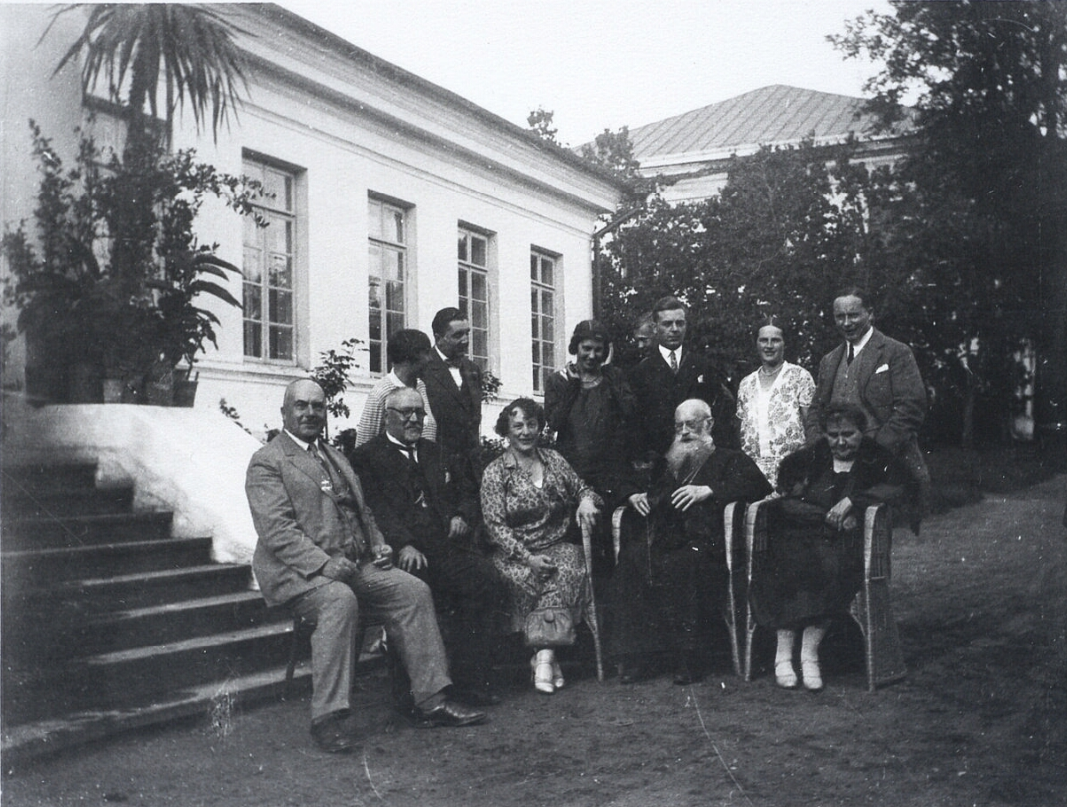
Właściciele majątku z rodziną Zawadzkich (żony Aleksandra). Drugi od lewej siedzi Aleksander Lednicki, drugi od prawej – biskup Edward von Ropp, pierwszy od prawej stoi prof. Wacław Lednicki. Około 1930 roku.

W XV wieku Bortkuszki były jednym z folwarków rozległego majątku Radziwiłłów herbu Trąby z ośrodkiem w Muśnikach. W 1533 roku wieś była wspomniana w dokumentach kościoła w Mejszagole. W 1615 roku książę Albrycht Władysław Radziwiłł podarował część tego klucza z Bortkuszkami i kilkoma folwarkami Andrzejowi Skorulskiemu (~1590–1637) herbu Kościesza, marszałkowi kowieńskiemu, posłowi na sejmy, rycerzowi Grobu Świętego. Według innych źródeł Bortkuszki przeszły w ręce Skorulskich od rodziny Hołowińskich. Joanna Skorulska, córka Jana, wychodząc na początku XVIII wieku za Waleriana Antoniego Żabę (~1700–1753) herbu Kościesza wniosła majątek do rodziny Żabów. W 1777 roku kolejny właściciel dóbr, Ignacy Żaba zaczął uprzemysławiać Bortkuszki: na pobliskiej rzece Muszy wzniesiono młyn wodny, tartak i papiernię. Wieś na pewien czas zaczęto nazywać Papiernia od tego ostatniego zakładu. Prawnuczka Waleriana, najmłodsza córka Tadeusza (1750–1800) i Ludwiki z Kiełpszów, Cecylia wyszła za Jana Marcinkiewicza (~1771–1850) herbu Łabędź. Do majątku Żabów oprócz Bortkuszek należało wówczas jeszcze 6 wsi oraz 250 włók ziemi. Córka Jana i Cecylii Alojza Żabianka-Marcinkiewicz (~1800–1876), wychodząc w 1833 roku za Stefana hr. Broel-Platera (1799–1864), marszałka szlachty powiatu telszewskiego i wileńskiego, wniosła Bortkuszki do rodziny Broel-Platerów. Kolejnym właścicielem majątku był ich syn Gustaw Wilhelm (1841–1912), a po nim jego córka Stefania (1873–1956) zamężna od 1897 roku za Leonem Wańkowiczem (1872–1948) herbu Lis (odm.). W 1913 roku Wańkowiczowie sprzedali majątek Aleksandrowi Lednickiemu, którego syn Wacław Lednicki był ostatnim właścicielem majątku.

### Przynależność administracyjna
| rok  | liczba ludności |
| ---- | --------------- |
| 1905 | 78              |
| 1923 | 74              |
| 1959 | 248             |
| 1970 | 491             |
| 1975 | 533             |
| 1979 | 273             |
| 1984 | 328             |
| 1989 | 357             |
| 2001 | 349             |
| 2011 | 315             |

- W I Rzeczypospolitej – (od 1565 roku) powiat wileński w województwie wileńskim Rzeczypospolitej[6];
- po III rozbiorze Polski (od 1795 roku) majątek należał do gminy Muśniki w powiecie wileńskim (ujeździe) guberni wileńskiej (w latach 1797–1801 guberni litewskiej) Imperium Rosyjskiego[4][7];
- w II Rzeczypospolitej (od 1922 roku) – w gminie Mejszagoła w powiecie wileńsko-trockim województwa wileńskiego[8];
- po zajęciu tych terenów przez Armię Czerwoną wieś należała do Litwy, która w okresie 1940–1990, jako Litewska Socjalistyczna Republika Radziecka, wchodziła w skład ZSRR;
- od 1990 roku wieś leży na terenie niepodległej Litwy;
- od 1995 roku znajduje się obecnych strukturach administracyjnych.

### XX i XXI wiek
Od połowy XIX wieku stoi we wsi drewniana kaplica katolicka. 
W latach 1929–1939 funkcjonowała tu strażnica KOP „Bortkuszki” działająca w strukturze 3 kompanii KOP „Mejszagoła”. Strażnica liczyła około 18 żołnierzy i rozmieszczona była przy linii granicznej z zadaniem bezpośredniej ochrony polskiej granicy państwowej.
Od 1960 roku we wsi działa biblioteka. W latach 1944–1994 funkcjonował tu sowchoz ogrodniczy, w latach 1959–1965 również rolniczy. Od 1965 do 1977 roku istniało tu technikum hydromelioracyjne.
W 1952 roku uruchomiono we wsi siedmioklasową szkołę podstawową. Obecnie, od 2015 roku działa tu Szkoła-Centrum Wielofunkcyjne w Bortkuszkach realizująca programy edukacji przedszkolnej, podstawowej i dodatkowej jedynie w języku litewskim (mimo że większość mieszkańców gminy to Polacy).

## Pałac
Pierwszą ziemiańską siedzibę najprawdopodobniej wzniósł tu Andrzej Skorulski. Z 1759 roku, kiedy właścicielem majątku był Ignacy Żaba, syn Waleriana Antoniego, pochodzi pierwszy opis tutejszego dworu. Był to parterowy dom, zbudowany z ciosanego drewna, przykryty dachem dwuspadowym o jednej połaci wykonanej z tarcic, drugiej zaś ze słomy. 

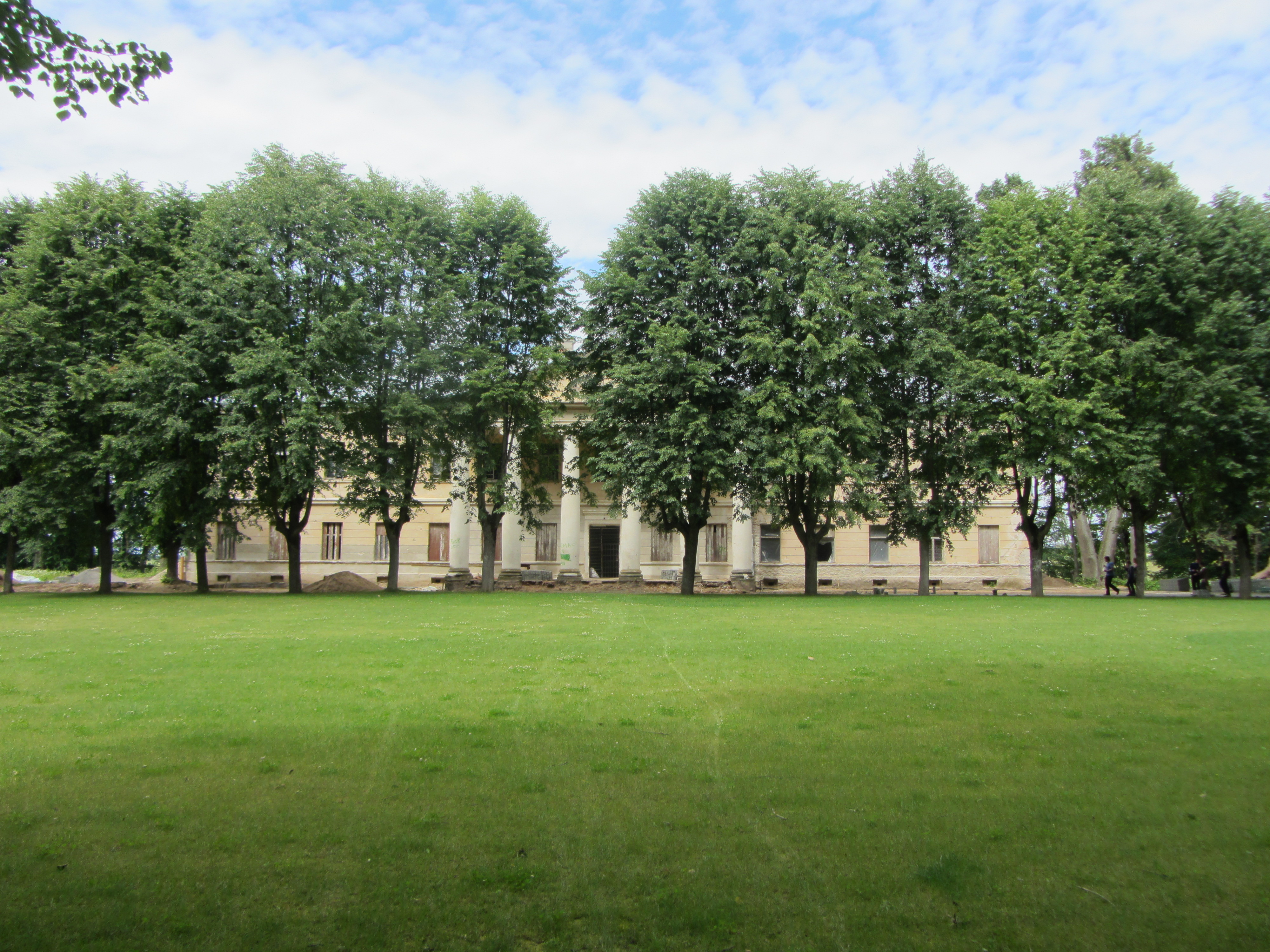
Pałac, 2104 rok

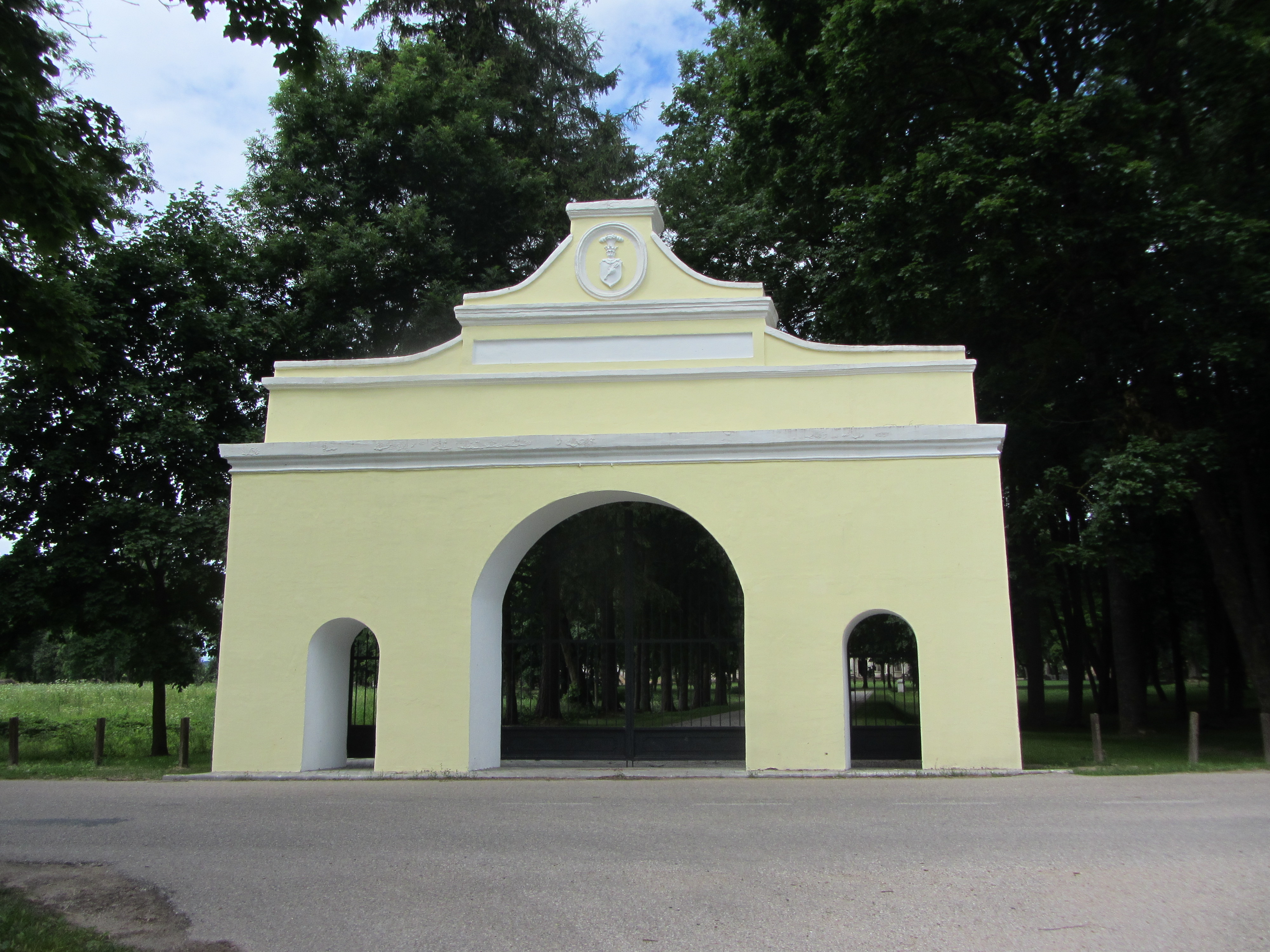
Brama z 1928 roku, 2014

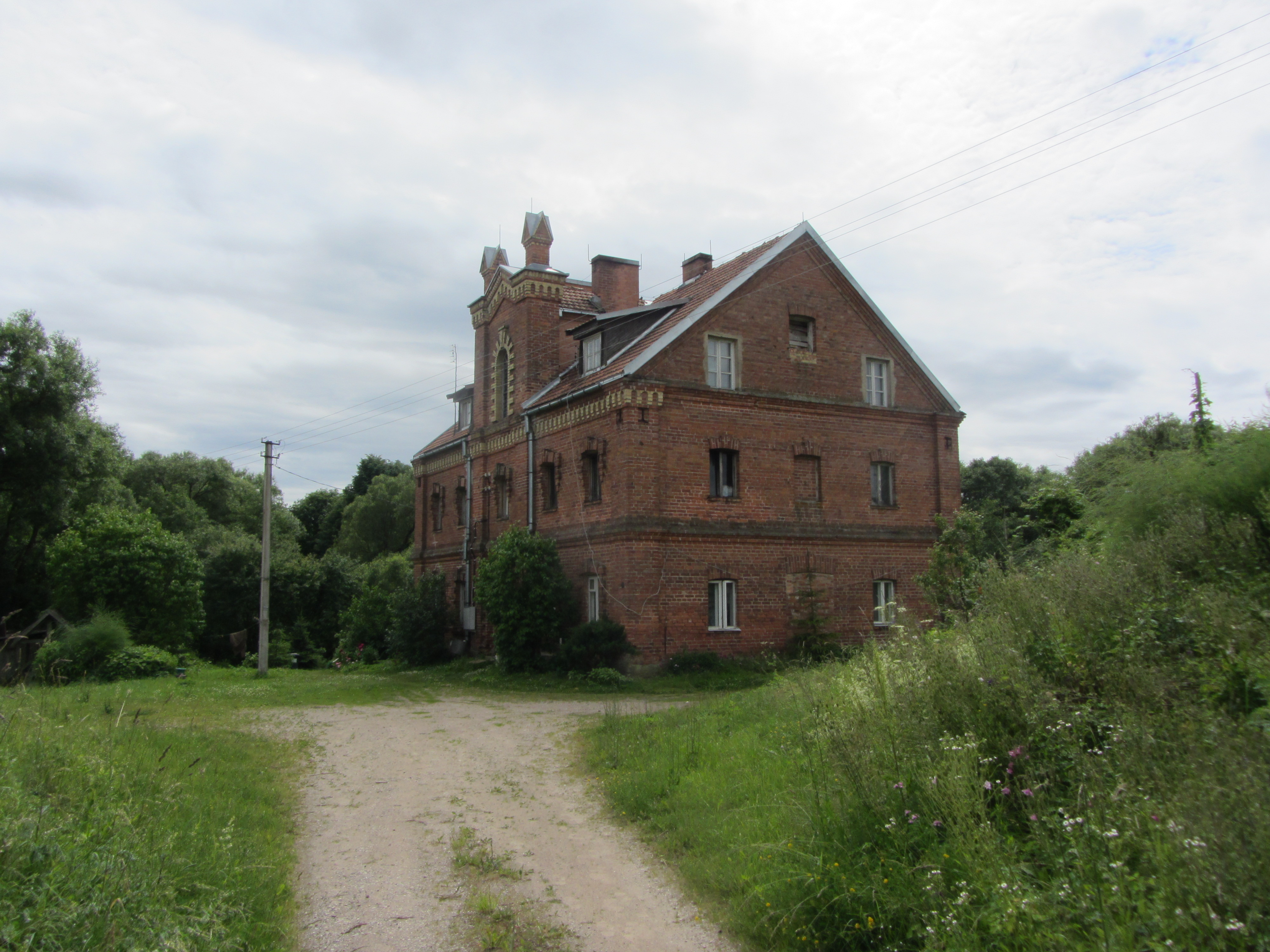
Gorzelnia, 2014

Współcześnie istniejący pałac został najprawdopodobniej zbudowany w latach 1845–1855 przez Broel-Platerów. Był to budynek piętnastoosiowy, dwukondygnacyjny, wzniesiony na planie prostokąta, na wysokim brzegu jeziora, przykryty gładkim czterospadowym dachem. W centrum elewacji frontowej postawiono portyk, którego kolumny sięgały tylko I piętra. Dźwigały one belkowanie oraz trójkątny fronton z pustym polem. Poza gzymsami i boniami na całej dolnej kondygnacji, elewacje nie były ozdobione żadnymi dekoracjami. Po lewej stronie pałacu zbudowano oficynę. Był to budynek murowany, parterowy, trzynastoosiowy, postawiony na wysokich suterenach, z facjatą w osi głównej, przed którą znalazł się czterokolumnowy portyk dźwigający balkon (oficyna ta jest widoczna na zdjęciu powyżej po lewej).
Wnętrze pałacu miało układ dwutraktowy, w amfiladzie. Główne wejście prowadziło do westybulu z dębową klatką schodową. Wejście od strony parku i jeziora prowadziło bezpośrednio do dużego salonu, przylegającego do westybulu. Te dwa duże pomieszczenia zajmowały cały środek parteru. W obie strony wzdłuż traktów odchodziły pokoje mieszkalne domowników oraz pokoje gościnne. Pomieszczenia reprezentacyjne przewidziano na piętrze. W środku była jadalnia o długości 22 metrów, z 7 oknami, wyłożona na ścianach i suficie orzechową boazerią. Nad drzwiami i oknami jadalni wisiały herby wszystkich dotychczasowych właścicieli Bortkuszek (wyrzeźbione w orzechu), na ścianach zaś wisiało dwadzieścia portretów królów polskich. Wśród innych cennych obrazów należy wymienić Szymona Czechowicza Ukrzyżowanie. Na piętrze, na lewo od westybulu położony był salon „francuski”, wyłożony bogato złoconą białą boazerią zajmującą dolne części ścian. Powyżej niej ściany zostały obite adamaszkiem, sufit natomiast zdobiły kasetony. Po przeciwnej stronie westybulu była palarnia, która też miała białe boazerie, sięgające jednak wyżej oraz tuż pod kasetonowym sufitem. Pozostały pas ścian pokryto adamaszkiem. Sala balowa i pokój bawialny znajdowały się na przeciwległych krańcach traktu frontowego. Nie miały one jednak tak bogatych zdobień jak  pomieszczenia reprezentacyjne, miały bardziej intymny charakter. Ponadto na piętrze w każdym skrzydle mieściły się po 3 pokoje mieszkalne.
Wkrótce po objęciu majątku przez Aleksandra Lednickiego, w 1913 roku pałac spłonął, pozostały jedynie mury. Zdołano uratować jedynie niektóre meble. Pałac został odbudowany według projektu rosyjskiego architekta I. Rylskiego. W ramach tego projektu wzniesiono nowy portyk w wielkim porządku. Maria Aleksandrowa Lednicka zamówiła we Francji szereg kopii dzieł z Luwru i autentyczne meble w stylu Ludwika XIV i Ludwika XV, jednak wybuch II wojny światowej nie pozwolił na zakończenie wyposażania pałacu.
Po zakończeniu wojny w niezniszczonym pałacu urządzono biura sowchozu. W latach 1950–1954 dokonano częściowej przebudowy pałacu według projektu Lwa Kazaryńskiego, a w 1961 roku całkowicie wymieniono jego wnętrze, zacierając wszystkie ślady dawnej świetności. Umieszczono tu dodatkowo jeszcze pocztę oraz technikum hydromelioracyjne. Pałac stopniowo niszczał. Około 2010 roku pałac kupił litewski przedsiębiorca mieszkający w Australii Juozas Buchanan. Od tego czasu prowadzony jest powoli remont budynku.
Pałac otaczał park o powierzchni 14,5 ha założony w pierwszej połowie XIX wieku, który miał charakter naturalnego ogrodu krajobrazowego, z licznymi alejkami i ścieżkami oraz kilkoma stawami ze sztucznie usypanymi wyspami. Przed frontem pałacu utworzono duże trawniki z kwiatowymi klombami, obwiedzione nisko strzyżonymi żywopłotami. Rosły na nich kulisto obcinane lipy. Przez park do pałacu prowadziła aleja, która przechodziła przez nową, wybudowaną w 1928 roku przez Aleksandra Lednickiego bramę, z szerokim łukowato sklepionym środkowym przejazdem i dwoma furtami bocznymi dla pieszych, zwieńczoną neobarokowym frontonem ozdobionym herbem Lednickich, Aksak, umieszczonym w owalnym medalionie ozdobionym kartuszem.
Poza oficyną stojącą obok pałacu w jednej linii, w pewnym oddaleniu od nich stoją dawne zabudowania gospodarcze – gorzelnia z czerwonej cegły, zaadaptowana ostatnio na dom mieszkalny, magazyn gorzelni, przebudowana obora i ruiny stajni. Od 1986 roku pałac, zabudowania gospodarcze i park są chronione jako pomnik przyrody.
Majątek Bortkuszki został opisany w 4. tomie Dziejów rezydencji na dawnych kresach Rzeczypospolitej Romana Aftanazego.